# Josephine Chu
Josephine Chu (en xinès, 朱惠良; en pinyin, Zhū Huìliáng; 16 de desembre de 1950) va ser una política taiwanesa. Va ser membre del Yuan Legislatiu entre 1996 i 2002. Chu i Hsu Hsin-liang van formar una candidatura independent a les eleccions presidencials de 2000, a les quals van quedar tercers.
Nascuda el 1950, és d'origen xinès continental. Es va doctorar en art i arqueologia per la Universitat de Princeton el 1990 després de publicar la tesi doctoral titulada The Chung Yu (A.D. 151-230) tradition: a pivotal development in Sung calligraphy. Aleshores era també investigadora al Museu Nacional del Palau.
Chu va exercir dos mandats al Yuan Legislatiu, després de guanyar les eleccions de 1995 i 1998. Al llarg de la seva carrera legislativa, va ser ocasionalment presentada en els mitjans locals com a militant del Partit Nou, però la majoria de vegades era definida com a política independent. Chu i Hsu Hsin-liang van presentar una candidatura independent a les eleccions presidencials de 2000, guanyades per Chen Shui-bian i Annette Lu. Un any després, Chu es va presentar a les eleccions legislatives pel districte de Hsinchu amb el suport de l'Associació de Drets de Sexualitat de Gènere, però va perdre.
Chu ha treballat per ampliar els drets LGBT a Taiwan, i ha defensat els drets dels cònjuges estrangers. Chu va donar suport als intents per mantenir un mitjà de comunicació imparcial, així com iniciatives de difusió cultural. Amb aquesta finalitat, va donar suport a la proposta de la Taiwan Media Watch Foundation de prohibir als treballadors del govern treballar en els mitjans de comunicació i va criticar la ingerència política al servei de televisió pública. El 2001, va expressar el seu suport a l'ampliació del Museu Nacional del Palau al sud de Taiwan, un projecte que no es va completar fins al 2015.
Quan el govern dels Estats Units va anunciar que no ratificaria el protocol de Kyoto, Chu va intentar reunir-se amb l'Institut Americà a Taiwan per debatre la signatura del tractat. El 2004, va criticar el govern de Chen Shui-bian per donar suport a un proposta valorada en 610.800 milions de nous dòlars de Taiwan per adquirir armes americanes, tot recordant que el referèndum de 2004 va mostrar que la majoria dels taiwanesos no aprovaven la mesura.
Després de deixar la política, Chu va passar a ser professora de la Universitat Nacional de les Arts de Taipei. El 2009, va tornar a treballar al Museu Nacional del Palau com a subdirectora de divulgació educativa, tot assumint el càrrec de cap departamental l'any següent.